# Premione
Premione è una frazione del comune di Stenico in provincia autonoma di Trento. L'abitato si trova sulla strada che collega Stenico a Villa Banale.

## Storia
Premione è stato un comune italiano istituito nel 1920 in seguito all'annessione della Venezia Tridentina al Regno d'Italia. Nel 1928 è stato aggregato al comune di Stenico.

## Monumenti e luoghi d'interesse
- Dal 1537 è documentata l'esistenza della chiesa dedicata alle Sante Margherita e Lucia.